# Sunnepha aerea
Sunnepha aerea är en fjärilsart som beskrevs av De Lajonquière 1970. Sunnepha aerea ingår i släktet Sunnepha och familjen ädelspinnare. Inga underarter finns listade i Catalogue of Life.